# Maninghen-Henne

Maninghen-Henne este o comună în departamentul Pas-de-Calais, Franța. În 1 ianuarie 2022 avea o populație de 329 de locuitori.